# Batschana Chorawa
Batschana Chorawa (georgisch ბაჩანა ხორავა; englisch Bachana Khorava * 15. März 1993 in Tschchorozqu) ist ein georgischer Leichtathlet, der sich auf den Weitsprung spezialisiert hat und zu Beginn seiner Karriere im Sprint an den Start ging.

## Sportliche Laufbahn
Erste internationale Erfahrungen sammelte Batschana Chorawa im Jahr 2009, als er bei den Jugendweltmeisterschaften in Brixen im 100-Meter-Lauf mit 11,34 s in der ersten Runde ausschied, wie auch über 200 Meter mit 22,53 s. Anschließend erreichte er beim Europäischen Olympischen Jugendfestival (EYOF) in Tampere über beide Distanzen das Halbfinale und schied dort mit 11,45 s bzw. 22,63 s aus. 2013 startete er mit der georgischen 4-mal-400-Meter-Staffel bei den U23-Europameisterschaften ebendort, gelangte mit 3:19,58 min aber nicht bis in das Finale. Im Jahr darauf belegte er bei den Balkan-Hallenmeisterschaften in Istanbul in 7,03 s den fünften Platz im B-Lauf über 60 Meter und 2015 vertrat er sein Land bei der Team-Europameisterschaft, die im Zuge der Europaspiele in Baku ausgetragen wurden und siegte dort im Weitsprungbewerb mit 7,64 m. Zudem trat er mit der 4-mal-100- und 4-mal-400-Meter-Staffel an und siegte mit der Langsprintstaffel in 3:15,49 min im B-Lauf und wurde über die kürzere Distanz in 41,35 s Zweiter, ebenfalls im B-Lauf. Zuvor schied er bei den Halleneuropameisterschaften in Prag mit 7,63 m in der Weitsprungqualifikation aus und bei den U23-Europameisterschaften in Tallinn gewann er mit einer Weite von 7,97 m die Bronzemedaille hinter dem Deutschen Fabian Heinle und Radek Juška aus Tschechien. 2016 verbesserte er bei den georgischen Hallenmeisterschaften in Tiflis den Landesrekord auf 8,25 m und wurde dann bei den Balkan-Hallenmeisterschaften in Istanbul mit 7,72 m Vierter. Mit seinem Landesrekord qualifizierte er sich auch für die Teilnahme an den Olympischen Spielen in Rio de Janeiro, bei denen er aber mit 7,77 m den Einzug ins Finale verpasste.
2017 belegte er bei den Balkan-Hallenmeisterschaften in Belgrad mit 7,40 m den achten Platz und verzichtete dann kurzfristig auf ein Antreten bei den Halleneuropameisterschaften ebendort. Bei den Balkan-Hallenmeisterschaften im Freien in Novi Pazar gewann er dann aber mit 7,56 m die Bronzemedaille und im Jahr darauf erreichte er bei den Balkan-Hallenmeisterschaften in Stara Sagora mit 7,07 m Rang elf. 2019 wurde er bei den Balkan-Meisterschaften in Prawez mit 7,62 m Sechster und im Jahr darauf erreichte er bei den Balkan-Hallenmeisterschaften in Istanbul mit 7,56 m Rang sechs. 2021 schied er dann bei den Halleneuropameisterschaften in Toruń mit 7,46 m in der Vorrunde aus. Im Sommer startete er erneut bei den Olympischen Sommerspielen in Tokio und verpasste dort mit 7,41 m den Finaleinzug. Im Jahr darauf gelangte er bei den Balkan-Hallenmeisterschaften in Istanbul mit 7,50 m auf Rang sechs. 2023 wurde er bei der 3. Liga der Team-Europameisterschaft im Rahmen der Europaspiele in Chorzów mit 7,35 m Vierter im Weitsprung und gelangte mit der 4-mal-100-Meter-Staffel mit 42,19 s auf Rang sechs. Im Jahr darauf gelangte er bei den Balkan-Hallenmeisterschaften in Istanbul mit 6,95 m 14. im Weitsprung.
2019 wurde Chorawa georgischer Meister im Weitsprung im Freien sowie 2016 und 2019 sowie 2020 und 2022 auch in der Halle. Zudem siegte er 2019 und 2022 auch über 60 Meter in der Halle.

## Persönliche Bestleistungen
- 100 Meter: 10,60 (+1,1 m/s), 14. Juni 2014 in Almaty
  - 60 Meter (Halle): 6,89 s, 9. Februar 2019 in Tiflis
- 200 Meter: 22,17 s (+1,4 m/s), 25. Juni 2017 in Marsa
  - 200 Meter (Halle): 22,60 s, 11. Februar 2012 in Mahiljou
- Weitsprung: 8,25 m, 7. Februar 2016 in Tiflis